# موقع جميرا الأثري
موقع جميرا الأثري هو موقع يعود إلى العصر العباسي في القرن التاسع الميلادي، في منطقة جميرا في مدينة دبي، الإمارات العربية المتحدة. تم التنقيب عنه لأول مرة في عام 1969  يملكه ويديره هيئة دبي للثقافة والفنون.

## نظرة عامة
الحفريات الأثرية في الموقع،  التي تم اكتشافها في عام 1969، تبين أن المنطقة كانت مأهولة لما يعود إلى العصر العباسي، تقريبا في القرن 10 م. في هذا الوقت، يبدو أنها كانت الجزء الساحلي من المنطقة العربية الشرقية دون الإقليمية المشار إليها باسم «توام»، والتي تضم مدينة العين في إمارة أبو ظبي، ومدينة البريمي العمانية المجاورة. قياس حوالي 80,000 م2 (860,000 قدم2) ، يقع الموقع على طول طريق قافلة يربط الهند والصين بعمان والعراق. كما كان الموقع استراحة للحجاج أثناء ذهابهم للحج.
وقد تم اكتشاف الكثير من القطع الأثرية، مثل الجصّيات التي تزخرفها الأشكال الهندسية ، والعملات التي ترجع إلى العهد العباسي ، اضافة إلى المشغولات الذهبية والحلي.

## أجزاء موقع جميرا الأثري
يحتوي موقع جميرا الأثري على مباني تعكس أهمية المنطقة خلال العصور الإسلامية، خاصة خلال العصر العباسي. وقد تم اكتشاف ثمانية مبانٍ، بينما تظل أجزاء أخرى من المدينة مدفونة تحت الرمال. وتشمل الاكتشافات 5 مبانٍ سكنية، تمتد كل منها على مساحة 120متراً مربعاً، وتحتوي على خمسة غرف محيطة بساحة مركزية. والخان الذي يعتبر المبنى الأكبر في الموقع ويتكون من 14 غرفة وساحة مكشوفة ويمتد الخان على مساحة 1000 متر مربع، بالإضافة إلى بيت الوالي الذي يتكون من قسمين أحدهما محاط بالغرف والقسم الآخر ساحة مخصصة لاستقبال عامة الشعب لتسيير أمورهم، ويحوي البيت على أعمدة وزخارف تعكس الثقافة الإسلامية، كما توجد أيضاً منطقة السوق، التي تضم سبعة محال متجاورة، تحاكي تصميم الأسواق الشعبية في الإمارات. وتم اكتشاف المسجد الذي يمتد على مساحة 49 متراً مربعاً ويحتوي على ساحة وغرفة صلاة تضم محرابا يتجه نحو الكعبة.

## معرض

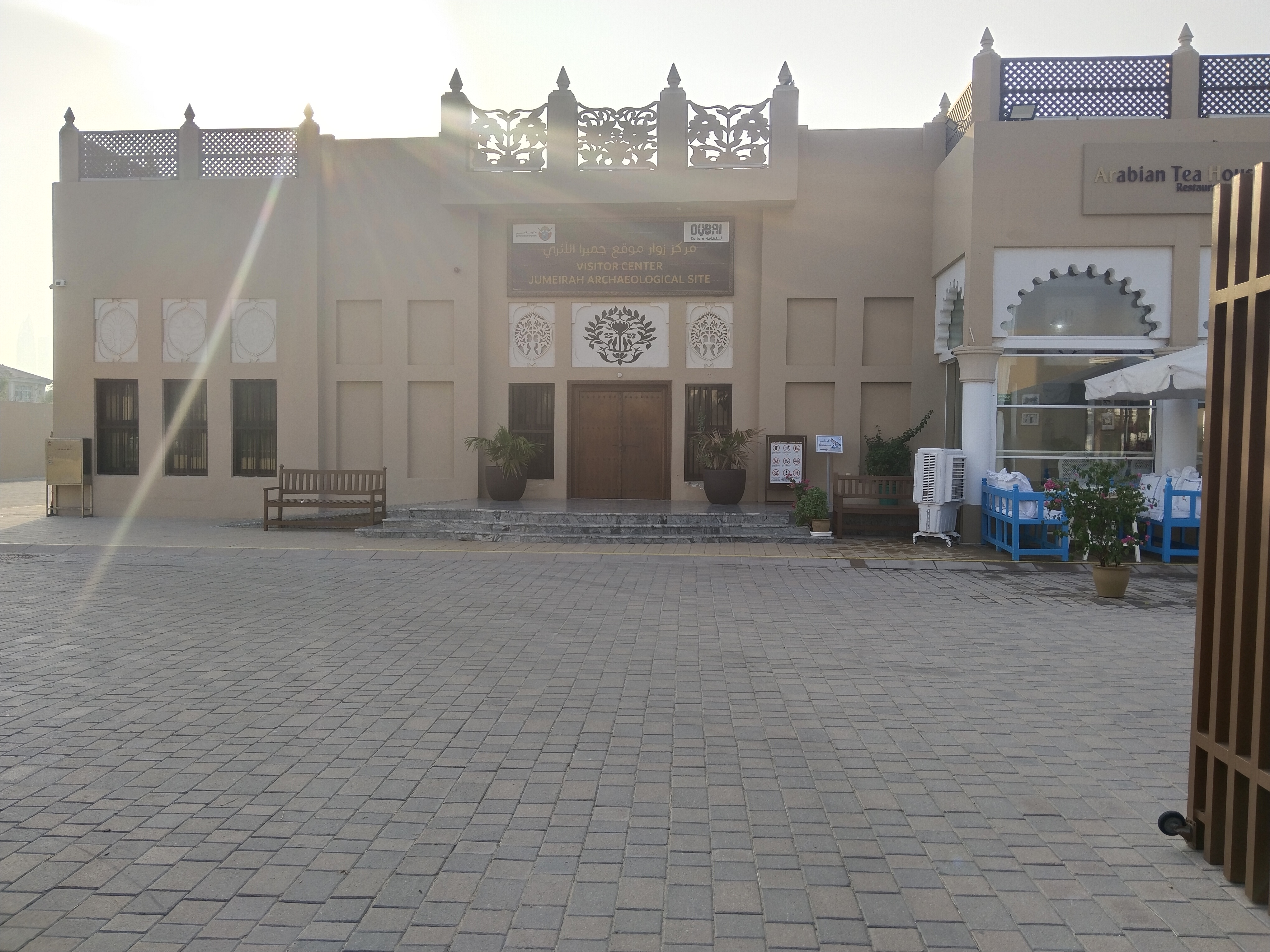
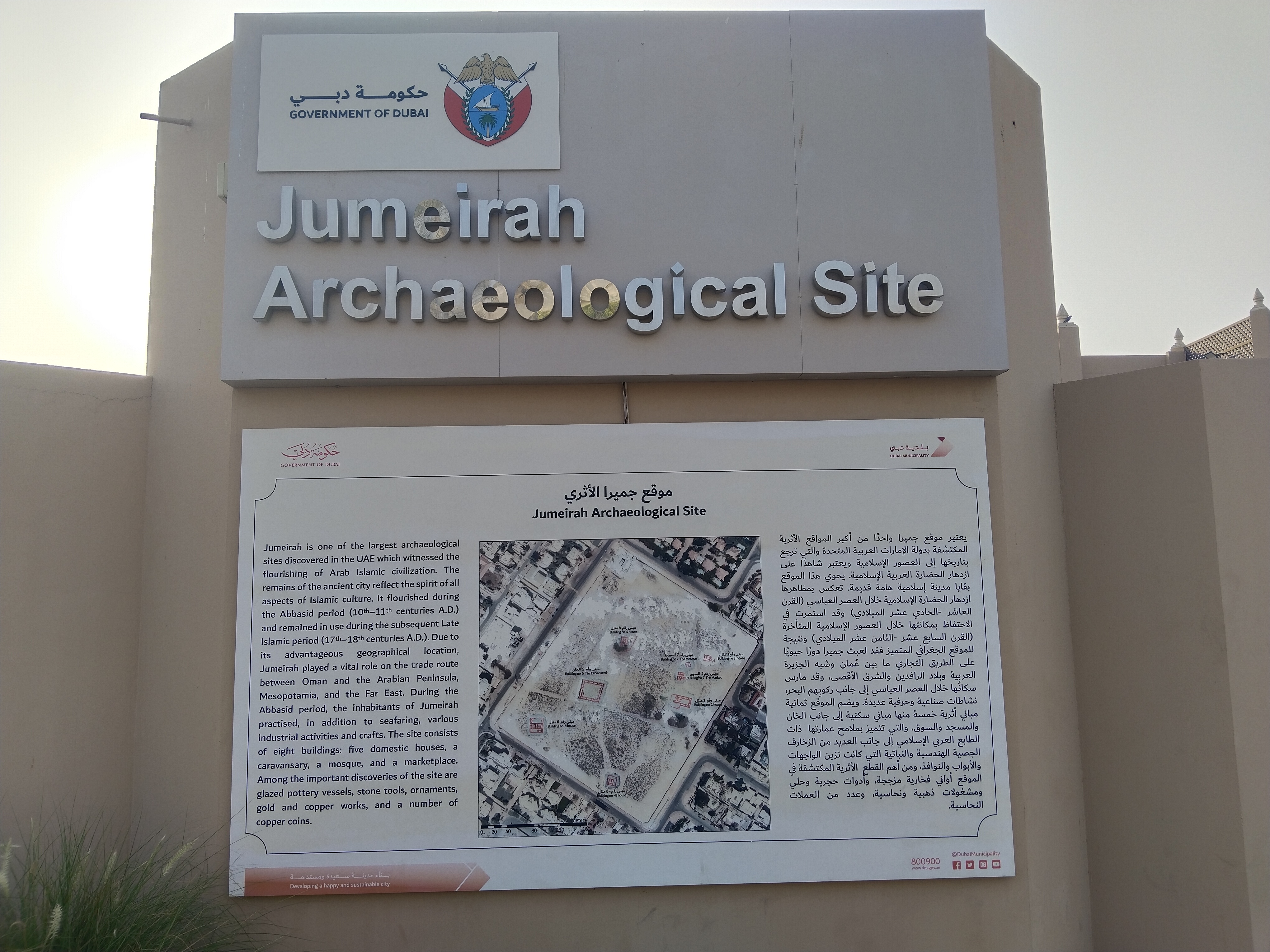
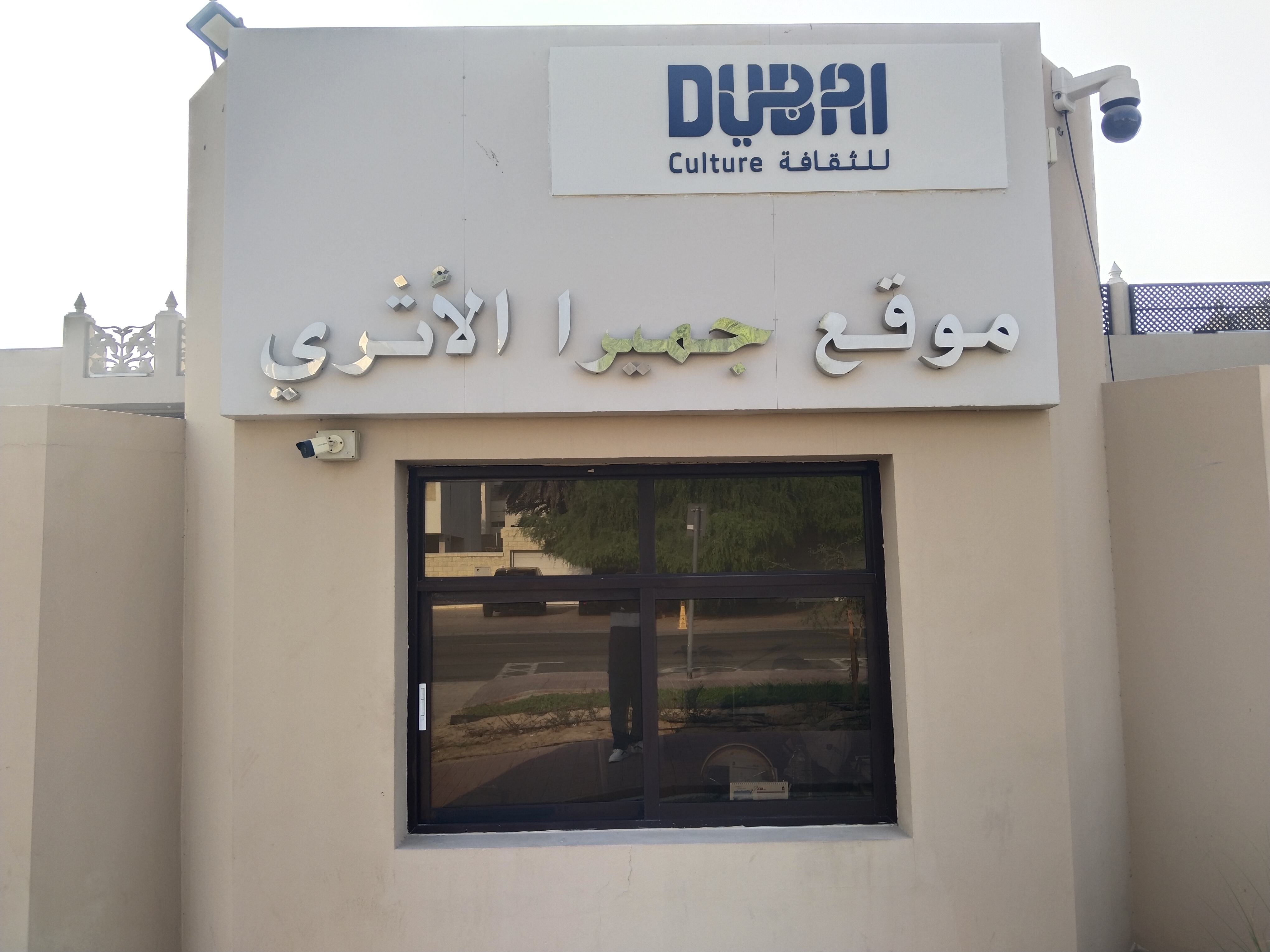
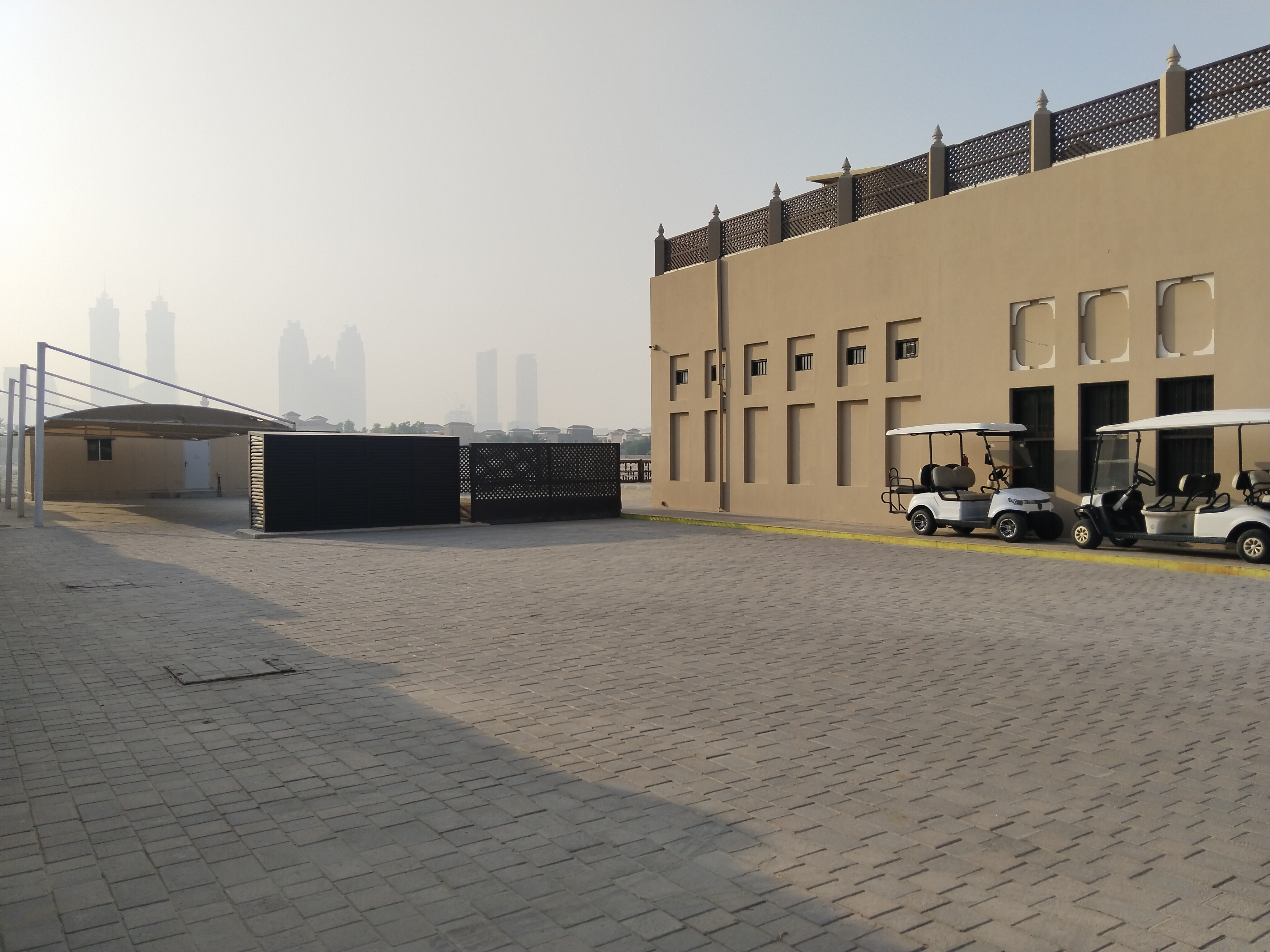
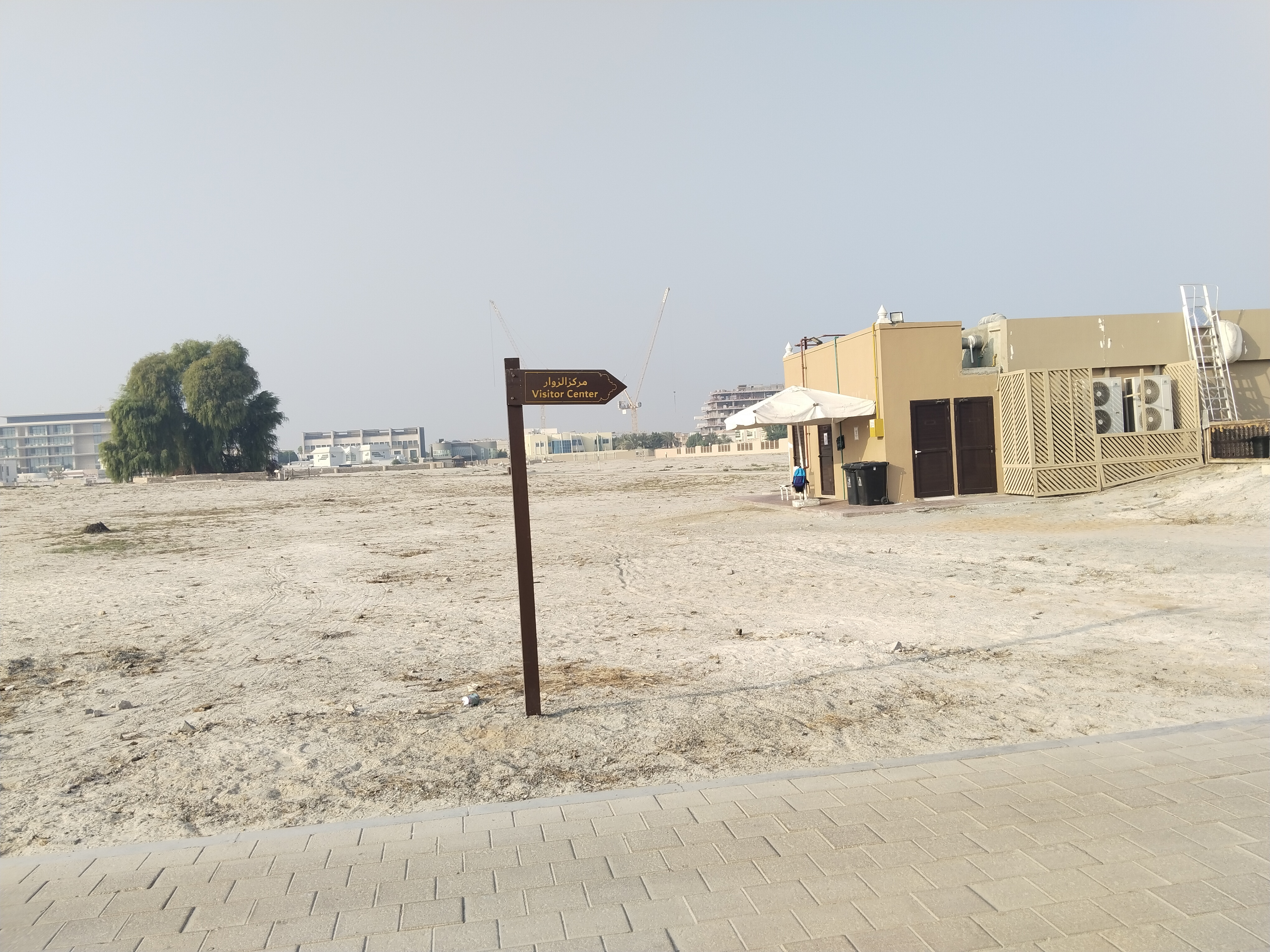
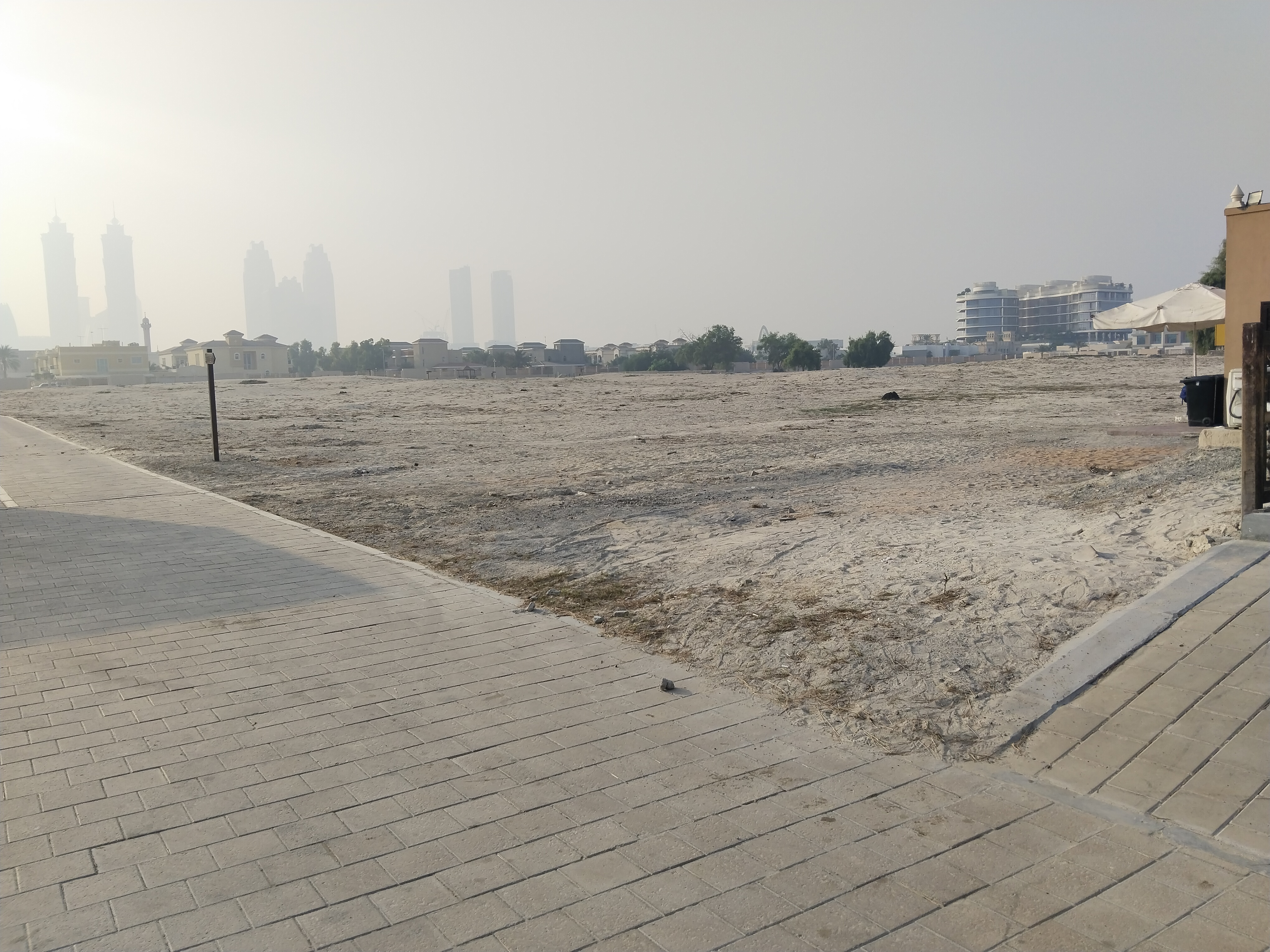
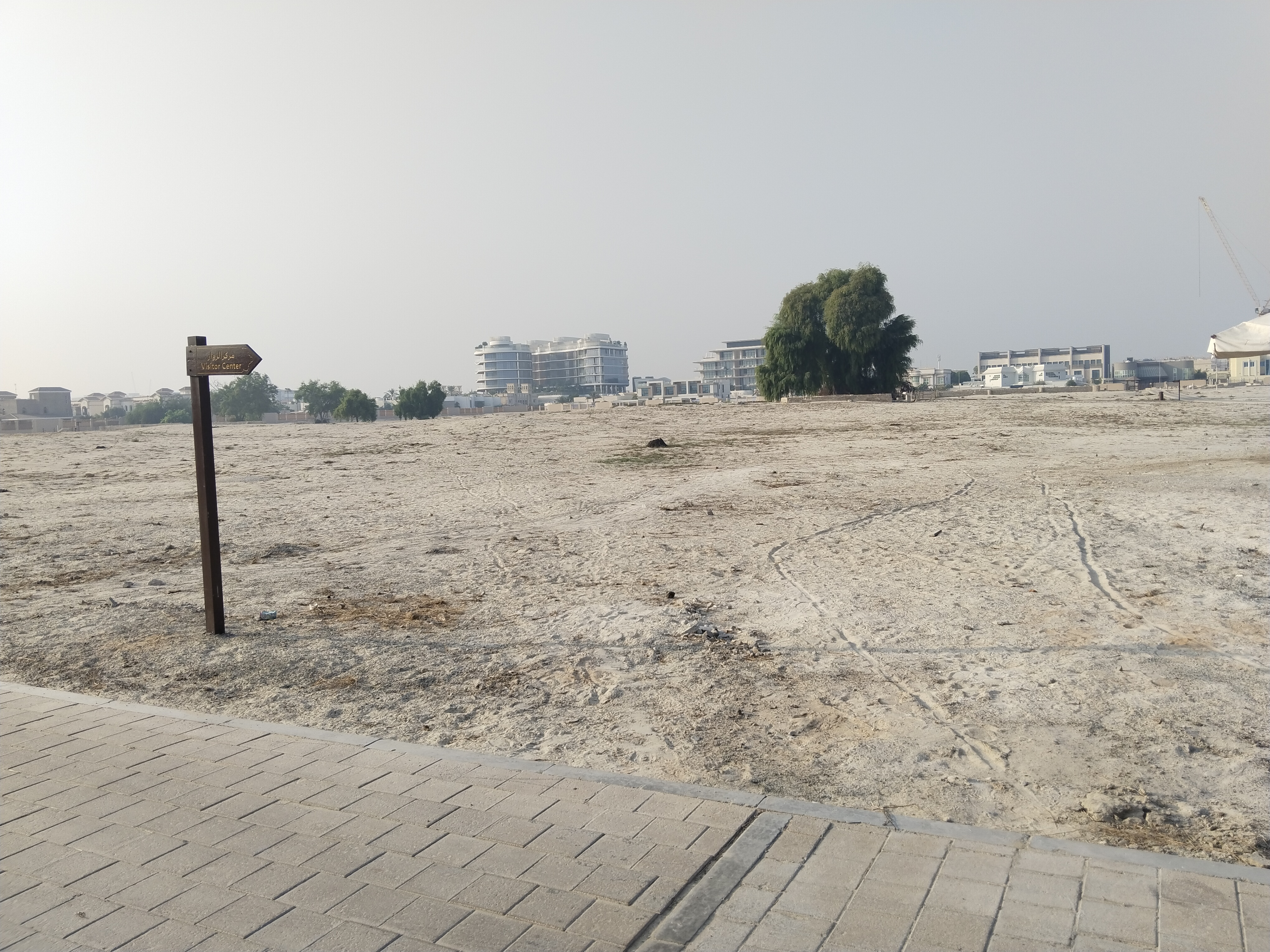

## روابط خارجية
- موقع جميرا الأثري ، هيئة دبي للثقافة والفنون
- موقع Lonelyplanet